# The Word
A The Word az angol rockzenekar, a The Beatles dala, amelyet John Lennon és Paul McCartney írt. A dalban egyedül Lennon énekel. Először az 1965-ös Rubber Soul albumukon jelent meg.

## A dal szerkezete
A dalt John Lennon és Paul McCartney közösen írta. Lennon állítása szerint közösen írták, de „főleg a sajátjának” tekintette.

## Zene
Zeneileg a dal egy hajtogató[pontosabban?] funk ütemre épül, kevés akkordváltással és egy egyszerű dallammal, amely D-dúr hangnemű. (A refrén egy 12 ütemű blues volt, D-dúrban. A fő akkord a D7(♯9) volt, amelyet a Drive My Car és a Taxman során is használnak.)
Paul McCartney a következőt mondta erről a dalról: „John és én szeretnénk olyan dalokat csinálni egyetlen hanggal, mint a Long Tall Sally. Közelebb kerülünk hozzá a The Word esetében.”

## Fogadtatás
Az album 50. évfordulójára írt kritikájában Jacob Albano, a Classic Rock Review munkatársa azt írja, hogy a The Word az első dal az albumon, amely nem „abszolút kiváló”, a harmóniákat „kicsit túl erőltetettnek” nevezi. Albano azonban továbbra is „szórakoztatónak” tartotta a dalt, és dicsérte a „zongoradallamot”, valamint Ringo Starr dobjátékát.
2018-ban a Time Out London zenei stábja a dalt a 33. helyre sorolta a legjobb Beatles-dalok listáján.

## Közreműködött
Ian MacDonald szerint:

### The Beatles
- John Lennon – ének, ritmusgitár
- Paul McCartney – ének, basszusgitár, zongora
- George Harrison – ének, szólógitárok
- Ringo Starr – dob, maracas

### További közreműködők
- George Martin – harmónium

## Fordítás
Ez a szócikk részben vagy egészben  a   The Word (song) című angol Wikipédia-szócikk fordításán alapul.  Az eredeti cikk szerkesztőit annak laptörténete sorolja fel. Ez a jelzés csupán a megfogalmazás eredetét és a szerzői jogokat jelzi, nem szolgál a cikkben szereplő információk forrásmegjelöléseként.